# バーンズ・レイク
バーンズ・レイク（英: Burns Lake）は、カナダのブリティッシュコロンビア州バルクレー・ネチャコ地域にある村である。 バルクレー・ネチャコ地域の行政府がおかれている。人口は約1.7千人。
ファーストネーションの文化とマウンテンバイク関連施設で知られている。

## 歴史
バーンズ・レイクの地域の最初の住民は、内陸の湖水地方とその周辺に広がるキャリア族先住民であった。
近代のバーンズ・レイクは、ユーコン・ゴールドラッシュに向かう旅人たちの小さな休憩地として始まった。これらの旅行者の多くは、バーンズ・レイクとその周辺地域の豊かな林業、毛皮、採掘の機会に目をつけた。
バーンズ・レイクの名は、コリンズ陸路電信計画の探検家であったマイケル・バーンズにちなんで付けられた。バーンズは1866年頃、フォート・フレーザーからハグウィルゲットへのルートを調査中にバーンズ湖を通過した。 最近の調査によると、バーンズはカリブー・ゴールドラッシュ時代の鉱夫でもあり、1861年以前にウィリアムズ・クリークに鉱区を張っていた。1866年のこの地域のトレイルマップでは、「バーンズ（Byrnes）」湖という名前が出てくるが、1876年以降の地図では「Burns Lake」となっている。

## 交通

### 空路
- スミザーズ空港（Smithers Airport）：バーンズ・レイクから西150kmにある。
- バーンズ・レイク空港（Burns Lake Airport）：IATAコードはYPZ、ICAOコードはCYPZ[4]、別名はレイクス・ディストリクト空港（Lakes District Airport）。バーンズ・レイク駅から北西21kmにある空港だが、現在は主に医療緊急時、消防緊急時、個人用に使用されている[5][6]。
- バーンズ・レイク水上飛行場（Burns Lake Water Aerodrome）：市街地から南南西のバーンズ湖にある。

### 鉄道
- VIA鉄道：バーンズ・レイク駅にジャスパーとプリンスルパートを結ぶジャスパー・プリンスルパート列車が週に数回停車する。

### 高速道路
- ハイウェイ16号線（British Columbia highway 16）

### バス
- BCバス・ノース（BC Bus North）：グレイハウンド・カナダが全路線廃止した後ブリティッシュコロンビア州が創設した都市間バス。ジャスパーとプリンスルパートを結ぶ路線が週2回運行している。
- BCトランジット：プリンス・ジョージとスミザーズ間を結んでいる路線が週に数回停車する。